# گمینا الورنگا
گمینا الورنگا (به لهستانی:  Gmina Alwernia) یک گمینا در لهستان است که در شهرستان خژانوف واقع شده‌است. گمینا الورنگا ۷۵٫۲۷ کیلومتر مربع مساحت و ۱۲٬۶۸۹ نفر جمعیت دارد.